# Dohány
A dohány (régies nevén tabak vagy tubák) a növények egy nemzetsége (Nicotiana), a burgonyafélékhez tartozik.
Szárított leveléből készülnek a dohánytermékek (bagó, cigaretta, szivar, szivarka, pipadohány, burnót).
Fogyasztható, használható szerves növényvédő szerként vagy nikotin-tartarát formájában, bizonyos gyógyszerek előállítására. Fogyasztás esetén leggyakrabban füst formájában történő szívásra, rágásra, szippantásra vagy tubákolásra alkalmas dohányként vagy snüssz formájában jelenik meg.
A dohány az Észak-és Dél-Amerikában, Ausztráliában, Délnyugat-Afrikában és a Csendes-óceán déli vidékein őshonos burgonyafélék (Solanaceae) családjába tartozó füvek és cserjék nemzetsége. A közkeletű nevén dohány növénynek nevezett Nicotiana különböző fajtáit dohánytermékek előállítására termesztik. Az összes Nicotiana faj közül a közönséges dohányt (Nicotiana tabacum) telepítették a legszélesebb körben, és az egész világon cigaretta előállításához ezt a levéldohányt termesztik. A dohány csírázása 27 °C -on (80 °F) általában 2-5 napig tart.

## Előzmények
Amerikában a dohányt hagyományosan pszichedelikus szerként használták. Azonban azt követően, hogy az európai emberek megérkeztek a kontinensre, hamar kereskedelmi áruként és rekreációs drogként vált népszerűvé. Többek között ez vezetett az Egyesült Államok déli államaiban a gazdaság fejlődéséhez, még a gyapottermelés beindulása előtt. Az amerikai polgárháborút követően a kereslet és munkaerő területén bekövetkezett változások lehetővé tették a cigaretta kifejlesztését. Ez az új termék a dohányipari cégek gyors növekedéséhez vezetett.
A dohánynak sok fajtája létezik, amelyek mindegyike a Nicotiana nemzetséghez tartozik. A nicotiana szó (csakúgy, mint a nikotin) Jean Nicot, Franciaország portugáliai nagykövetének nevéből származik, aki 1559-ben gyógyszerként küldött dohányt Medici Katalin udvarába.
A nikotin addiktív tulajdonságai miatt függőség alakulhat ki. A felszívódás mennyisége, a dohányfogyasztás gyakorisága és sebessége nagy valószínűséggel közvetlen kapcsolatban áll a nikotinfüggőség és a tolerancia biológiai erejével. Világszerte mintegy 1,1 milliárd ember, illetve a felnőtt lakosság majdnem harmada dohányzik. Az Egészségügyi Világszervezet (WHO) jelentése szerint ez az elsődleges megelőzhető halálok a világon: a WHO szerint jelenleg 5,4 millió halálesetet okoz évente. A dohányzás aránya a fejlett országokban többnyire csökken, azonban a fejlődő országokban továbbra is növekszik.
A dohányt a többi mezőgazdasági termékhez hasonlóan termesztik. A magokat a rovarok támadásának megelőzése érdekében hideg- vagy melegágyba vetik, majd a palántákat kiültetik a földekre. A dohány egynyári növény, melyet általában géppel vagy kézzel takarítanak be. A betakarítás után a dohányt szárítják, melynek során lassú oxidáció és a karotinoidok lebomlása megy végbe. Ez teszi lehetővé, hogy a mezőgazdasági termék felvegye azokat a tulajdonságokat, mely a füst „bársonyosságát” adják. Ezt követően a dohányt a különböző fogyasztási módszereknek (szívás, rágás, szippantás stb.) megfelelően csomagolják.

## Etimológia
A spanyol "tabaco" szó valószínűleg az Arawakan nyelvből, pontosabban a Karib-tengeri Taino nyelvből származik. A Taino nyelvben (Bartolome de Las Casas szerint, 1552), ez a szó vagy egy dohánylevélből készült tekercsre, vagy a tabago-ra, egy Y-formájú, dohányfüst szívására használt pipára utalt (Oviedo szerint; magukat a leveleket cohiba-nak nevezték). A „tobaco” szó eredete lehet az arab tabbaq szó is, melyet a 9. századtól a különböző növények megnevezésére alkalmaztak. A nicotiana szó (csakúgy, mint a nikotin) Jean Nicot Franciaország portugáliai nagykövet nevéből ered, aki 1559-ben gyógyszerként küldött dohányt Medici Katalin udvarába.

## Hatásai
A dohánytermékek mindegyike tartalmaz nikotint, így rendszeres fogyasztásuk esetén függőség alakul ki, melyről igen nehéz leszokni. A nikotin erős idegméreg, mely serkenti a szívműködést (megnő a vérnyomás és a pulzus), élénkíti az agyat és az izmokat, de amint ez a hatása elmúlik, a túl nagy kihasználtság miatt fáradtság tünetei jelentkeznek. A nikotin serkenti az adrenalin- és a dopamintermelést, így az agy „felpörög”. Rendkívül toleráns anyag, ezért amint a szervezet hozzászokik (akár 1-2 nikotinbeviteli alkalom után), folyamatosan nagyobb adagra van szüksége. Amennyiben ez nem történik meg, az élettevékenységek gyengülése figyelhető meg, rosszullét, a nikotinfogyasztás iránti vágy stb.

### Társadalmi hatások
A nyilvános helyen való dohányzás hosszú ideig a férfiak előjoga volt, nők esetében pedig a szabadosságot jelképezte. Japánban az Edo időszak alatt a prostituáltak és ügyfeleik gyakran a dohányzás felkínálásának álcája alatt közelítették meg egymást, és ugyanez volt igaz a 19. századi Európában is.
Az amerikai polgárháborút követően a dohány- és elsősorban a cigarettafogyasztás a férfiassághoz és a hatalomhoz kapcsolódott, így például a tőkés sztereotípiájához is hozzátartozott. A dohányt manapság sokfelé elutasítják, világszerte dohányzásellenes szervezetek sokasága küzd a dohányzás ellen. Bhután az egyetlen olyan ország a világon, ahol a dohányzás törvényellenes.

### Demográfiai hatások
2000. évi adatok szerint a világon mintegy 1,22 milliárd ember dohányzik, a férfiak nagyobb valószínűséggel dohányoznak, mint a nők, bár a kor előrehaladtával csökken a nemek közötti különbség A szegények nagyobb valószínűséggel dohányoznak, mint a gazdagok, és a fejlődő országokban valamint az átmeneti gazdasági rendszerekben élő emberek is többet füstölnek, mint a fejlett országok lakosai. Az Egészségügyi Világszervezet 2004-es jelentése szerint a világon évente bekövetkező 58,8 millió halálesetből 5,4 millió függ össze a dohányzással.

### Egészségügyi hatások
A dohányzás leggyakrabban szív- és tüdőbetegségekhez vezet, valamint jelentős kockázati tényező a szívinfarktus, az agyvérzés, a krónikus obstruktív légúti betegség (COPD), a tüdőtágulás és a rák (elsősorban a tüdőrák, a gége és a szájüreg rákos megbetegedése valamint a hasnyálmirigy-rák) kialakulásában.
Az Egészségügyi Világszervezet becslései szerint a dohányzás 2004-ben 5,4 millió halálesettel volt összefüggésbe hozható, és a 20. század folyamán 100 millió ember halálát okozta. Hasonlóképpen, az Amerikai Járványügyi Ellenőrző és Megelőző Központ (Centers for Disease Control and Prevention, CDC) a dohányzást mint a fejlett országok emberi egészségre gyakorolt legfontosabb megelőzhető kockázataként és a korai halál egyik fontos okaként jellemzi.
A dohányzás az alkohol után a második legtöbb halálos áldozatot követelő legális élvezeti szer. Magyarországon egy 2019-es felmérés szerint körülbelül 28 000 fő halála volt összefüggésben a dohányzással. (Mivel 2018-ban 131 100 fő hunyt el Magyarországon, az elhalázosások mintegy 21%-a összefüggésben van a dohányzással.)
A dohányban található elsődleges pszichoaktív kémiai anyag – a nikotin – függőséget okoz. A várandós nők dohányzásával kapcsolatban kimutatták, hogy a dohányzás születési rendellenességeket, szellemi és testi fogyatékosságot okoz. A cellulóz-acetát és a szénrészecskék dohánytermékek általi belélegzése tüdőrákot okoz.
A dohányzás fogyasztása bizonyítottan rendkívül ártalmas az egészségre, a magyar lakosság 20%-a, azaz minden ötödik ember a dohányzás következményeként hal meg. Egyik legfőbb okozója a tüdő- és légúti rák, a különböző szív- és érrendszeri megbetegedések kialakulásának, a végtagvesztésnek és a vakság kialakulásának. Ráadásul a dohánytermékek nem csak a fogyasztóinak, hanem a dohányos emberek környezetében élők egészségét is nagyban károsítják a passzív dohányzás révén. Ezen kívül elsődleges pszichoaktív kémiai alkotójának, a nikotinnak köszönhetően erős függőséget okoz. Mindezek ellenére még mindig viszonylag elterjedt, fogyasztásának növekedése elsősorban az elmaradott országokra jellemző. A dohánytermékek ráadásul rendkívüli mértékben hozzájárulnak a környezetkárosításhoz.
Amellett, hogy károsítja a környezetet, az Egészségügyi Világszervezet adatai szerint a dohányzás évente 8 millió embert öl meg világszerte, és jelentős egészségügyi költségeket generál.
Legtöbbször füstszűrőt is tartalmaz, mely a közkeletű tévedéssel ellentétben egyáltalán nem csökkenti, hanem még tovább növeli a cigaretta káros hatásait, ráadásul rengeteg szemetet termel. A tudósok szerint a füstszűrőt teljesen be kellene tiltani, ahogyan a műanyag szívószálakat, tányérokat és evőeszközöket is teljesen betiltották. Ezek cellulóz-acetátból készülnek, ami egyszer használatos műanyag, így nem bomlik le a természetben.
A dohányzás leggyakrabban szív- és tüdőbetegségekhez vezet, emellett a szívinfarktus, az agyvérzés, az idült obstruktív légúti betegség (COPD), a tüdőtágulás és a rák (elsősorban a tüdőrák, a gége és a szájüreg rákos megbetegedése, valamint a hasnyálmirigy-rák) kialakulásának jelentős kockázati tényezője. Ezen kívül perifériás érbetegséget és a hipertóniát is okoz a dohány expozíciós idejétől és adagolási szintjétől függően. Továbbá, minél korábban kezdődik és minél magasabb szintű a dohányból készített cigaretta kátránytartalmának bevitele, annál nagyobb a betegségek kockázata. A fejlődő országokban értékesített dohánytermékeknek általában magasabb a kátránytartalma, ezért ezekben a régiókban potenciálisan nagyobb a dohányzással kapcsolatos megbetegedések valószínűsége.

Nikotin molekula

A füst több olyan rákkeltő pirolitikus anyagot tartalmaz, amely kötődik a DNS-hez és számos genetikai mutációt okoz. Több mint 19 ismerten rákkeltő vegyi anyag található a dohányfüstben. A dohány nikotint is tartalmaz, mely egy erőteljes, függőséget okozó pszichoaktív kémiai anyag. A dohány elszívásakor a nikotin testi és pszichológiai függőséget okoz. A dohányzás a dohányzó várandós nők vetélésének gyakori okozója, valamint a magzat egészségére  számos más veszélyt is jelent, például nagyobb a koraszülés és az alacsony születési súly veszélye, valamint 1,4-3-szorosára növeli a bölcsőhalál (Sudden Infant Death Syndrome; SIDS) esélyét. Az újszülött patkányokon végzett tudományos vizsgálatok eredményei arra engednek következtetni, hogy az anyaméhben történő passzív dohányzás csökkentheti a magzat agyának azt a képességét, hogy felismerje a hipoxiás állapotot, így nő az esély a véletlen fulladás bekövetkeztére.
A dohányzók aránya a fejlett országokban többnyire csökken; az Egyesült Államokban 1965 és 2006 között a felére csökkent – a felnőtteknél 42%-ról 20,8%-ra. Ezzel szemben a fejlődő országokban a dohányzási ráta évente 3,4%-kal növekszik.

### Gazdasági hatások
A dohány használatának tulajdonítható betegségek terhei és a korai halálozás aránytalanul nagy mértékben sújtják a szegényeket: az 1,22 milliárd dohányzó emberből 1 milliárd él fejlődő országokban vagy átmeneti gazdasági rendszerekben.
Indonéziában a legalacsonyabb jövedelmű emberek összes kiadásuk 15%-át költik dohánytermékekre. Egyiptomban az alacsony jövedelmű háztartások háztartási kiadásainak több mint 10%-át a dohány teszi ki. Mexikóban a háztartások legszegényebb 20%-a jövedelmének 11%-át költi dohányra.

### Politikai hatások
A dohánylobbi pénzt ad a politikusoknak, hogy azok szavazzanak a dohány deregulációja mellett. Becslések szerint az amerikai dohánylobbi naponta átlagosan 106 415 dollárt költ a törvényhozás befolyásolására, azonban az ágazat veszített támogatásából, amikor az USA főállamügyészeinek nemzeti szövetsége (National Association of Attorneys General – NAAG) vádat emelt a dohányipari érdekképviseleti csoport, a Tobacco Institute ellen. Ennek következtében jött létre az ún. Master Settlement Megállapodás, amely arra kényszerítette a szervezetet, hogy feloszlassa önmagát.

## Fogyasztásának története
Növénygenetikusok megállapítása szerint a dohány az Andok vidékéről származik, a mai Peru és Ecuador területéről. Az első dohányültetvényeket időszámításunk előtt 3-5 ezer évvel kezdték művelni. Amerika felfedezésekor, 1492-ben a dohány már az egész amerikai kontinensen elterjedt volt. A dohányzás (a dohány füstjének be- és kilélegzése), egy volt a dohány fogyasztásának számos módja közül. A dohányszíváson kívül a dohányt az orrukba tették, rágták, ették, itták, testükre kenték, golyócskák formájában a szemükbe tették és végbélkúpként használták.
A rítusokban a harcosok arcába lehelték a harc előtt, vetés előtt a szántóföldre szórták, az isteneknek áldoztak vele, szexuális aktus előtt a nőkre fröcskölték, valamint férfiak és nők egyaránt narkotikumként használták.
Az európaiak a majákon keresztül ismerkedtek meg a dohánnyal, akik rituális és vallási ünnepeiken használták. Egyes tudósok szerint a dohányt (tabaco) arról a területről nevezték el, ahol először találkoztak vele a spanyolok, ez lehet Tobago szigete az Antillákon, vagy a mexikói helység, Tobasco. Azonban valószínűbb, hogy a tabaco szó az arab tabaqq szóból ered, mely számos gyógynövény elnevezése volt a XV. századi Európában.
A dohány felhasználásának maják által Cikar (füstölés) néven ismert módja Rodrigo de Jerez és Luis de la Torre (Kolumbusz társai)révén terjedt el Európában, akik először tudtak annak létezéséről. Rodrigó de Jerezt az Inkvizíció boszorkányság vádjával bebörtönözte, mivel szerintük csak az ördög adhatta a képességet az embernek, hogy szájából füstöt eresszen ki.
II. Fülöp parancsára, Hernán de Boncalo (az Indiák krónikása és történetírója) hozta az első dohánymagvakat Európába 1559-ben. Ezeket a magvakat először a Toledo környéki Cigarrales (Kabócás) földeken ültették el, mely nevét onnan kapta, hogy a kabócák gyakran özönlötték el. Innen indult az európai dohánytermesztés, ezért egyes történészek szerint innen ered a cigaretta szó.
A sodrott dohány meggyújtása utáni elszívását leíró első mű, az "Apologética Historia de las Indias" 1527-ből Bartolomé de las Casas-tól. Később Gonzalo de Oviedo y Velázquez "Historia general de las Indias" című művében 1535-ben leírja a növényt és annak használatát.
A dohány európai elterjedése a portugáliai francia nagykövetnek, Jean Nicot de Villemain-nak (1530-1600) köszönhető, akinek tiszteletére Linné, a nagy botanikus, bevezeti a nicotin elnevezést botanikai osztályozásában. Nicot de Villemain tette népszerűvé a dohányfüst beszívását, mikor Medici Katalin (II. Henrik felesége) migrénjét ezzel gyógyította. A növény innen kapta a királynőfű, Catalinaria Nuduca és a nagykövetfű elnevezéseit.
A cigaretta eredete nem tisztázott, léteznek különböző verziók és legendák. Az egyik legenda szerint 1832-ben a török-egyiptomi háború során, egy török katona pipáját lövés érte, aki erre a pipában lévő dohány papírba tekerte és ez lett az első modern cigaretta.
Egy másik legenda szerint, az első modern cigaretta akkor született, mikor egy katona 1833-ban idegességében szénát tekert egy keze ügyébe eső papírdarabba és azt szívta.
Az első gyártott és csomagolt cigaretták 1825 körül érkeztek Spanyolországba. 1833-ban megjelentek az első cigarettásdobozok is. Brazil kereskedők elterjesztették Portugáliában is, és később egész Európában.
A krími háború során vált népszerűvé a cigaretta a francia katonák körében, akik a pipázó törököket utánozták így. 1830-ban különösen a nők körében vált népszerűvé a cigarettázás, és a spanyol cigarettapapír, melyet likőrrel ízesítettek, egész Európában ismertté vált. A cigaretta igazi elterjedését az amerikai James Albert Bonsack által feltalált gőzgépnek köszönheti, mely több millió cigaretta elkészítésére volt képes. A gép szabadalmi jogát 1885-ben James Buchanan Duke 1885-ben megvásárolta. Párizs 1870-es ostroma során a cigaretta még népszerűbbé vált.
A francia Gauloises márka nem sokkal az első világháború előtt jelent meg, míg a Gitanes 1927-ben. A XX. században háborúk és krízishelyzetek során a cigaretta mindig nagy értéket képviselt.
A II. világháború alatt Franciaországban 400 frankot is megadtak egy doboz cigarettáért, míg az 1989-es romániai forradalom előtt fizetőeszközként is szolgált.

## A dohány története

### Korai fejlődés
A dohányzás európai megjelenése előtt az amerikai kontinensen az őslakosok már régóta hódoltak ennek a szenvedélynek. Mivel nagy adagban a dohány hallucinogén hatást válthat ki, a bennszülött amerikaiak soha nem használták a szert rekreációs célra. Ehelyett inkább fogyasztották pszichedelikus szerként; bizonyos törzsekben csak a tapasztalt sámánok és a varázslók használhatták. Egyes észak-amerikai törzsek tagjai erszénybe kötve nagy mennyiségű dohányt hordtak magukkal, mivel a dohány általánosan elfogadott kereskedelmi árunak számított. Mások bizonyos, szentnek tartott szertartások keretében, vagy egy alku megpecsételéseként pipában szívták el a dohányt (békepipa). Életük minden szakaszában, még a gyermekkorban is, pipát szívtak rituális eseményeken. Ezek a népek úgy hitték, hogy a dohány a Teremtő ajándéka és a kifújt dohányfüst felemeli az egekbe az ember gondolatait, imáit .

### Népszerűsödés
Amerikában a már európaiak megérkezése után népszerű kereskedelmi cikk volt a dohány, ami később az Egyesült Államok déli államainak gazdasági fejlődésében is hatalmas szerepet játszott, egészen a gyapot térhódításáig. Az amerikai polgárháborút követően a kereslet és munkaerő területén tapasztalható változások lehetővé tették, hogy a James Bonsack nevű úriember által feltalált cigarettagyártó gép segítségével megkezdődhessen a növekvő igényeket kiszolgálni képes tömeges termelés.

### Jelenkor
Az 1900-as évek közepén fordulat állt be a dohánypiacon. Szakértők a dohányt egészségre ártalmas anyagnak nyilvánították: véleményük szerint a dohányzás rákot, légzőszervi és keringési megbetegedéseket okoz. Ez az ún. Tobacco Master Settlement Agreement (MSA; Fő rendezési dohánymegállapodás) megkötéséhez vezetett, mely rendezte a dohánygyártók és a fogyasztók közötti peres ügyeket – az országoknak történő éves befizetések, valamint a dohánytermékekre vonatkozó önkéntes reklám- és marketingkorlátozások kombinációjának fejében.
Az 1970-es években Brown & Williamson keresztezéssel létrehozta az Y1 dohánynövényt. Ez a dohányfajta szokatlanul nagy mennyiségű nikotint tartalmazott, 3,2-3,5%-ról 6,5%-ra, közel kétszeresére növelve a nikotintartalmat. Az 1990-es években az amerikai Gyógyszer- és Élelmiszerügyi Hatóság (FDA; Food and Drug Administration) az Y1-t hozta fel annak bizonyítékaként, hogy a dohányipari cégek szándékosan manipulálják a cigaretták nikotintartalmát.
A dohányzás mértékének csökkentése érdekében az Egészségügyi Világszervezet (WHO) 2003-ban 168 ország aláírását szerezte meg a Dohány-ellenőrzési Keretegyezmény ratifikálásához.
Magyarországon 2016 első 11 hónapja során 5500 tonna vágott dohányt értékesítettek, míg 2017 első 11 hónapjában 4900 tonnát. A csökkenés mögött főleg a vágott dohány adójának emeléséből eredő áremelkedés áll. 2016 első tizenegy hónapjában 6,7 milliárd szál cigaretta fogyott, míg 2017 első tizenegy hónapjában 6,9 milliárd szál cigarettát értékesítettek a fogyasztóknak.

## Biológia

### Nicotiana
A dohánynak sok fajtája létezik, amelyek mindegyike a Nicotiana növény nemzetséghez tartozik. A dohány az Észak-és Dél-Amerikában, Ausztráliában, Délnyugat-Afrikában és a Csendes-óceán déli vidékein őshonos nadragulya (Solanaceae) családjába tartozik.
Sok növény tartalmaz nikotint, aminek a fő szerepe a kártékony rovarok távoltartása. A dohány magasabb koncentrációban tartalmaz nikotint, mint a többi növény. Azonban ellentétben más Solanaceae fajjal, a dohány nem tartalmaz tropaid alkaloidákat, melyek nemcsak a rovarok számára jelentenek fenyegető veszélyt, hanem az emberekre és egyéb állatokra tekintve is ártalmasak.
Mindezek mellett fontos kiemelni, hogy jó pár olyan növényevő van, mely el tudja fogyasztani a Nicotiana fajokat anélkül, hogy az bennük kárt okozna.

### Típusok
Többfajta dohány létezik, beleértve, de nem kizárólagosan az alábbiakat:
Füstöléssel szárított aromás: nyílt tűz füstjével szárított dohány. Az Egyesült Államokban, közép-Tennessee északi részén, Kentucky középső részén és Virginiában termesztik. A Kentucky és Tennessee államokban termesztett, füstöléssel szárított dohányt bagó, nedves tubák, bizonyos fajta cigaretták alkotóelemeként valamint pipadohány keverékekben használják. Egy másik füstöléssel szárított dohányfajta a Latakia, melyet az N. tabacum keleti fajtáiból termesztenek. A leveleket Ciprus és Szíria helyi keményfáiból és cserjéiből rakott parázsló tűz felett pácolják és füstölik.
A „Virginia” dohányokat többnyire hőbefúvásos pajtákban, forró levegővel szárítják. A legtöbb kanadai és angol cigaretta 100%-os tisztaságú Virginia dohányból készül. Termesztésük nagymértékben gépesíthető, fermentálásuk jelentős mértékű beruházást igényel, ami elmaradott régiókban rendkívüli kihívásokat állít a termelés elé.
A Burley dohány természetes úton szárított, főként cigaretta gyártására használt dohányfajta. A Burley termesztése tavasszal, polisztirol tálcákra helyezett raklapos magok trágyázott vízen való lebegtetésével kezdődik. Rendkívüli kézimunkát igényel, ami miatt jellemzően elmaradott területeken foglalkoznak vele.
A Cavendish inkább szárítási folyamat és vágási módszer, mint dohánytípus. A feldolgozás és a vágás hozza ki a dohány természetes édes ízét. A Cavendish-t bármilyen típusú dohányból elő lehet állítani, de általában a Kentucky, a Virginia, illetve a Burley fajták egyikéből vagy azok keverékéből készül, és leggyakrabban pipadohány vagy szivar készül belőle.
A Criollo dohány elsősorban szivar készítésére használt dohánytípus. Több forrás állítása szerint is ez egyike azon kubai dohányfajtáknak, amik Kolumbusz idejében tűntek fel.
A Dokham eredetileg Iránban termesztett dohány, melyet levelekkel, kéreggel és gyógynövényekkel keverve ún. Midwakh pipában szívnak el.
Az Oriental dohány Törökországban, Görögországban, Bulgáriában és Macedóniában termesztett, napon szárított, erősen aromás, kis levelű fajta (Nicotiana tabacum). A legkorábbi cigarettafajták közül számos nagyrészt vagy teljes egészében Oriental dohányból készült; manapság főként pipadohány-keverékekben és kevert dohányból készült cigarettákban használják. A hagyományos dohánykeverékből álló cigaretták többnyire virginiát, a burleyt és orientalt tartalmaznak.
Perique: egy bizonyos Pierre Chenet nevű földművesnek tulajdonítják a feltalálását, aki nyomásos fermentálással először 1824-ben állított elő perique-t. A pipadohányok „szarvasgombájának” tartott perique-t több kevert pipadohány alkotóelemeként is alkalmazzák, azonban tiszta fogyasztásra túl erőteljes. A frissen nedvesített Perique-t egykor bagóként is használták. A Perique-t jellemzően tiszta Virginia dohányhoz keverik, ezzel pikáns ízt, erőteljességet és frissességet kölcsönözve a keveréknek.
A Shade dohányt az egyesült államokbeli Connecticutban és Massachusettesben termesztik. Az első connecticuti telepesek átvették a bennszülött amerikaiak pipázási szokását, és elkezdték a növényt kereskedelmi léptékben termeszteni. Eleinte a puritánok „gonosz gyomnak” titulálták. A Shade termelés túlélt néhány nagyobb katasztrófát, többek között az 1929-ben pusztító jégesőt, a 2000-ben fellépő barnagomba járványt, azonban jelenleg az ingatlan-spekulánsok számára értékes földterületek miatt az eltűnés veszélye fenyegeti.
White Burley: 1865-ben az Ohio-i Brown County-ban egy George Webb nevű termelő észrevette, hogy az általa elültetett vörös Burley magvakból fehéres színű növények fejlődtek ki. Hagyományosan, levegőn szárította a leveleket, amelyek nagy meglepetésre enyhébb aromát produkáltak, mint más dohánytípusok.
A vaddohány őshazája az Egyesült Államok és Mexikó délnyugati része, valamint Dél-Amerika egyes területei. Növénytani neve Nicotiana rustica.
Az Y1 az 1970-es években Brown & Williamson által keresztezéssel létrehozott, szokatlanul nagy mennyiségű nikotint tartalmazó dohányfajta. Az 1990-es években az Amerikai Gyógyszer- és Élelmiszerügyi Hatóság (FDA; Food and Drug Administration) ezt a fajtát hozta fel annak bizonyítékaként, hogy a dohányipari cégek szándékosan manipulálják a cigaretták nikotin tartalmát.

## Termelés

### Termesztés
A dohány a világ számos országában termesztett növény, és az egyik legelterjedtebb kereskedelmi termék. 2021-ben a dohányt több mint 120 országban termesztették, és az éves termés mennyisége meghaladta a 6,9 millió tonnát.
A világ legnagyobb dohány termelői közé tartozik Kína, India, Brazília, Venezuela és Panama. Ezek az országok a 2021-es termelésük alapján az első öt helyen álltak. 2021-ben Kína, India és Brazília az éves termés több mint felét (52%) adták a világ dohány termelésének.
A dohányt más mezőgazdasági termékekhez hasonlóan termesztik. A magvakat eleinte csak szétszórták a földön, de a fiatal növényeket gyakran megtámadta a földi bolha (Epitrix cucumeris vagy Epitrix pubescens), ami miatt 1876-ban a dohánytermés fele megsemmisült az Egyesült Államokban. 1890-re kikísérletezték, hogy a fiatal növényeket egy vékony szövettel lefedett keretbe kell tenni. Ma a dohánymagokat hideg- vagy melegágyba vetik, a csírázást a fény indítja be.
Miután a növények eléggé kifejlődtek, kiültetik őket a földekre, ahol az ún. dohánypöcök segítségével viszonylag nagy lyukakat ásnak a palánták számára. A 19. és 20. században különféle gépesített dohányültető eszközöket találtak fel, melyek egy lépésben képesek lettek a lyuk kialakítására, műtrágyázásra és a palánta beültetésére.
A dohány egynyári növény, betakarítása többféleképpen is lehetséges. A legrégebbi módszer szerint az egész növényt begyűjtik: sarlóval elvágják a növény szárát a talaj közelében. A tizenkilencedik században, a Virginia dohányt úgy kezdték betakarítani, hogy a megérő dohányleveleket egyesével húzták le a szárról. Mindig a legalsó levelek érnek meg először, így egy termőföldnyi dohányon több, úgynevezett 'húzást' is végezhetnek. Egy másik módszer a „fejelés”, arra utal, hogy mielőtt a leveleket módszeresen eltávolítanák és végül az egész növényt betakarítanák, eltávolítják a dohány virágját. Az ipari forradalom idején a levelek szállítására használt aratókocsikon ember hajtotta karózót használtak, mely egy olyan készülék volt, mely a dohányleveleket zsineg segítségével karókra rögzítette. Manapság a hatalmas termőföldeken gépi vagy kézi erővel végzik a betakarítást, bár a virág fejelése és egyes esetekben az éretlen levelek letépése még mindig kézzel történik.

### Szárítás

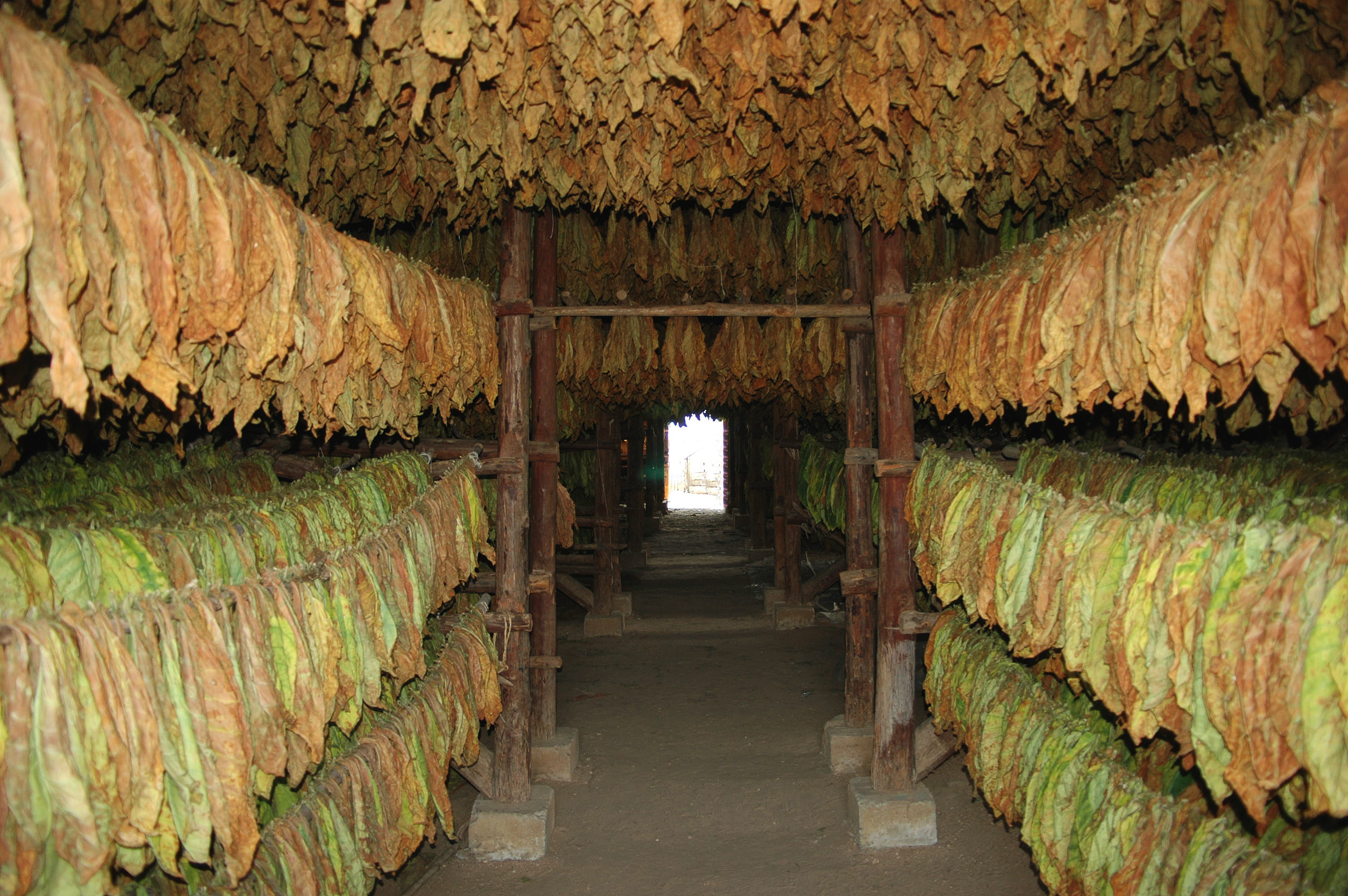
Szellőző pajtában száradó dohánylevelek Kubában

A szárítás és az azt követő érlelés lehetővé teszi a dohánylevélben található karotinoidok lassú oxidációját és bomlását. Ez a folyamat a dohánylevélben bizonyos vegyületeket termel, létrehozva a füst 'bársonyosságát' adó édes széna-, tea-, rózsaolaj vagy gyümölcsös aromát. A keményítő cukorrá alakul, amely glükozálja a fehérjét és előrehaladott glikációs végtermékekké oxidálódik. Ez egy karamellizációs folyamat, ami tovább fokozza az aromát. Az említett glikációs végtermékek dohányfüstön keresztül történő belégzése hozzájárul az érelmeszesedés és a rák kialakulásához. Az AGE-szint a szárítás módszerétől függ.
A dohányt többféle módszerrel szárítják, ezek közül néhány:
Levegőn szárított dohány: jól szellőző pajtákban 4-8 hétig szárítják a dohányt. A levegőn szárított dohány alacsony cukortartalmú, amely a dohányfüstnek könnyű, édes ízt ad, magasabb nikotintartalommal. Többnyire a szivarok készítéséhez használt dohányt és a Burleyt szárítják ezzel a módszerrel.
A füstöléssel szárított dohányt nagy fészerekben felakasztják, ahol folyamatosan vagy szakaszosan égő, keményfából rakott, alacsony hőfokú tűz segítségével a folyamattól és a dohánytól függően három naptól tíz héten át tartó időszak alatt kiszárítják. A füstöléssel szárított dohány alacsony cukortartalommal és magas nikotintartalommal bír. A füstöléssel szárított dohányból pipadohány, bagó, illetve tubák készül.
A hőlégbefúvásos szárításnak nevezett eljárással szárított dohányt eredetileg dohánykaróra fűzték, melyeket a szárítócsűrben (Ausztr.: aszaló, más néven dohányszárító) elhelyezett keresztrudakról lógattak le. A csűrben a kívülről táplált kemence tűzét vezető csövek futnak, így a dohányt a forró levegő szárítja, füst nem éri. A forró levegő segítségével távolítják el a vizet a levelekből. Ez a folyamat egy hétig is eltarthat. Ezzel a módszerrel cigarettadohány készül, melynek magas a cukortartalma, valamint közepes vagy magas a nikotintartalma.
A napon szárított dohány esetében a leveleket a szabadban akasztják ki úgy, hogy érje a napsütés. Ezt az eljárást alkalmazzák Törökországban, Görögországban és a mediterrán országokban az oriental dohány elkészítéséhez. A napon szárított dohánynak alacsony a cukor és nikotintartalma és cigaretta előállítására használják.

### Fogyasztás
A dohányfogyasztásnak számos formája és módszere létezik. Az alábbiakban ismertetjük ezen formák és módszerek némelyikét:
A Beedi vékony, gyakran ízesített, dél-ázsiai cigaretta. A dohányt tendunövény levelébe csomagolják, és az így előállított cigaretta egyik végét színes szállal kötik el.
A bagórágás a dohánylevelek fogyasztásának egyik legősibb módja. Fogyasztása szájon át történik, kétféleképpen: édesített szálon keresztül vagy aprított formában. A hosszú édesített szál fogyasztásakor a dohányt enyhén megrágják és labdaccsá tömörítik. Ezzel szemben az aprított dohányt úgy fogyasztják, hogy kis mennyiséget helyeznek az alsó ajakhoz, az íny és a fogak közé. Mindkét fogyasztási forma a nyálmirigyeket serkenti.
A szivar szárított és fermentált dohányból készült, szorosan hengerelt köteg. A szivart a cigarettához hasonlóan meggyújtják, és a füstjét élvezik.
A cigaretta a füst belélegzése révén fogyasztott termék, melyet szárított és finomra vágott dohánylevelek keverékéből készítenek. Előállításuk során gyakran adnak a keverékhez egyéb adalékanyagokat. A keveréket aztán hengerelik vagy papírcsomagolású hengerbe töltik.
A krémes tubák tulajdonképpen dohánypaszta, amely dohány, szegfűszegolaj, glicerin, fodormenta, mentol és kámfor keverékéből készül. A terméket tubusban árulják, főleg az indiai nők fogyasztják.
A burnót a füst nélküli dohány egyik formája. Időnként “rágódohánynak” is nevezik, ezért gyakran keverik össze a bagóval, amely több terméket is felölel. A fogyasztó egy kis csipetnyi anyagot helyez az alsó vagy felső ajak és az íny közé.
Az elektronikus cigaretta a dohányzás alternatívája, bár ez esetben a használója nem fogyaszt dohányt. Az elemmel működő készülék párologtatott propilén-glikol/nikotinoldaton keresztül juttat nikotint a szervezetbe.
Az elektromosan hevített dohánytermék a dohányzás legújabb alternatívája, amikor kontrollált hőmérsékleten, kevés égéstermékkel dohánypárát juttatnak a szervezetbe nikotinnal együtt.
A gutka zúzott bételdió, dohány, valamint édes vagy sós ízesítőanyagok keverékéből összeállított készítmény, elsősorban Indiában fogyasztják. Enyhe serkentő hatása van, a terméket kis, egyedi méretű csomagokban árulják.
A nargilé egy vagy több szárú (gyakran üveg-alapú) dohányzásra használt vízipipa. Az eredetileg Indiából származó vízipipa különösen a Közel-Keleten tett szert óriási népszerűségre. A vízipipa vízszűrés és közvetett hő elvén működik. Használható gyógynövények vagy vadkender elszívására is.
A kretek dohány, szegfűszeg és különböző ízesítő fűszerek keverékéből készült cigaretta. Először a Jáva szigeteki Kudus-ban használták az 1880-as években a szegfűszeg gyógyító alkotóelemének, az eugenolnak közvetlenül a tüdőbe való juttatására.
A sodrós cigaretta (Roll-Your-Own) nagyon népszerű, különösen az európai országokban. Ezeket a fogyasztó maga készíti a külön-külön kapható zacskós dohány, cigaretta-papír és füstszűrő felhasználásával. Az így készített cigaretta általában jóval olcsóbb a készen kaphatónál.
A pipa jellemzően az elszívni kívánt dohány elégetésére szolgáló kisebb kamrából (fej) és egy szájrészben (csutora) végződő vékony szárból (pipaszár) álló dohányzási eszköz. A fejbe rakott aprított dohányt gyújtják meg.
A tubák (burnót) a finomra őrölt füstmentes dohánytermékek összefoglaló elnevezése. A kifejezés eredetileg csak a finom vörös porra, a főként a XVIII. században népszerű száraz burnótra vonatkozott. Eredetileg az Egyesült Királyság-beli Great Harwood városában állították elő. Két fő fajtája van: az európai (száraz) és az amerikai (nedves), bár az amerikai tubákot gyakran nevezik burnótnak.
A snüssz (snus) nedves gőzzel szárított, por alakú dohánytermék, amelyet nem erjesztenek, és amely nem indukál nyálképződést. A dohányon és vízen kívül sót (Na2CO3 = szóda) és snüssztől függő aromát tartalmaz Fogyasztáskor az alsó vagy a felső ínyhez kell helyezni. A snüsszt az amerikai tubákhoz hasonlóan használják, de nem jár vele a rendszeres köpködés. Gyakran papírzsebkendőbe rakják, illetve kaphatók teafilterhez hasonló, apró filteres változatok is, így kisebb a szájrák kialakulásának a lehetősége.
A helyileg alkalmazandó dohánypépet időnként darázs-, lódarázs-, vöröshangya-, skorpió- és méhcsípések kezelésére ajánlják. Az egy cigaretta mennyiségének megfelelő dohányt körülbelül egy 0,5-1 teáskanál vízzel összevegyítik, és a pépet felviszik az érintett területre.
A dohányvíz a háztáji kertekben hagyományosan használt szerves rovarirtó szer. A dohányt forró vízben felfőzik, vagy hosszabb ideig áztatják hideg vízben. Az oldatot spray formájában vagy a kerti növények leveleinek „lefestésével” lehet alkalmazni, ami a rovarok számára halálos méreg.

## Érdekesség
A horvát 10 lipáson egy dohánynövény képe volt található.

## Kapcsolódó szócikk
- Dohánytípusok listája